# Schistosomiază
 Schistosomiaza  (boală cunoscută și sub numele de  bilharzioză , febra melcului, și febra Katayama) este o boală provocată de larve parazitare de tipul Schistosoma. Poate afecta tractul urinar sau intestinul. Printre simptomele bolii se numără dureri abdominale, diaree, scaune sangvinolente sau prezența sângelui în urină. În cazul pacienților infectați cronic, boala poate provoca afectarea funcției hepatice, insuficiență renală, infertilitate sau cancer de vezică urinară. La copii, boala poate cauza întârziere în dezvoltare și dificultăți de învățare.
Boala se răspândește prin contactul cu apa infestată cu paraziți. Acești paraziți sunt eliberați de melci de apă dulce infectați. Boala este cel mai des întâlnită în rândul copiilor din țările în curs de dezvoltare, deoarece este mai probabil ca aceștia să se joace în apa infectată. Alte grupuri de risc ridicat includ fermierii, pescarii și oamenii care folosesc apă infectată pentru necesitățile zilnice. Boala face parte din grupul infecții helmintice. Diagnosticul se face prin identificarea ouălor paraziților în scaun sau urină. Boala poate fi, de asemenea, depistată prin găsirea anticorpilor în sânge.
Metodele de prevenire a bolii includ îmbunătățirea accesului la apă curată și reducerea numărului de melci. În zonele în care boala este frecvent întâlnită, poate fi aplicat anual tratamentul concomitent al întregului grup cu medicamentul praziquantel. Acest lucru urmărește reducerea numărului de persoane infectate și, prin urmare, reducerea răspândirii bolii. Praziquantel este, de asemenea, medicamentul recomandat de Organizația Mondială a Sănătății pentru tratarea persoanelor.
Schistosomiaza afectează aproape 210 milioane de oameni din întreaga lume, și 12 000 și 200 000 de oameni  mor anual din cauza acestei boli. Boala este larg răspândită în Africa, Asia și America de Sud. În jur de 700 de milioane de oameni din peste 70 de țări trăiesc în zone cu risc de infectare. Schistosomiaza este a doua boală după malarie, în clasamentul bolilor parazitare cu cel mai mare impact economic. Din cele mai vechi timpuri până la începutul secolului 20, unul dintre simptomele schistosomiazei - prezența sângelui în urină era considerat în Egipt drept versiunea masculină a menstruației și era privit ca un ritual de inițiere la băieți. Schistosomiaza este clasificată ca boală tropicală neglijată.

## Legături externe
- en Schistosomiază pe Curlie
- en UNHCO site on Schistosomiasis Arhivat în 31 ianuarie 2014, la Wayback Machine.
- en River of Hope — documentary about the rise of schistosomiasis along the Senegal river (video, 47 mins)
- en Schistosomiasis information for travellers from IAMAT (International Association for Medical Assistance to Travellers) Arhivat în 12 martie 2016, la Wayback Machine.